# Kool Herc
Clive Campbell (16 de abril de 1955), também conhecido como Kool Herc e DJ Kool Herc, é um DJ jamaicano, considerado um dos fundadores "cultura hip hop" em razão do fato de que suas block parties (festas do bairro/bloco, em português) no bairro do Bronx em  Nova Iorque terem estabelecido o formato e congregarem os elementos daquilo que depois viria a ser conhecido como "cultura hip hop". Sua reprodução de discos de funk, especialmente de James Brown, contribui para a cultura das gangues violentas do Bronx como para a popularidade emergente da música disco durante a década de 1970. Em resposta a reação dos dançarinos do país, Campbell começou a isolar a parte instrumental do disco - o "break" - e mudar de um break para outro constantemente.
Enquanto DJ Kool Herc é considerado o pai da "cultura hip hop", inclusive pela própria Universal Zulu Nation, que é a organização fundada por Afrika Bambaataa que é considerado o "padrinho" da cultura hip hop por ter sido o maior responsável pela difusão do termo "hip hop" a partir do início da década de 80 ao descrever aquilo que acontecia desde a década anterior.
A festa dada pelo DJ Kool Herc em parceria com sua irmã, Cindy Campbell, em 11 de Agosto de 1973 na Avenida Sedgwick, 1520, é considerada simbolicamente como a "data de nascimento" da cultura hip hop e aquele endereço (1520 Sedgwick Ave) é considerado o local de nascimento da mesma . A Avenida Sedgwick 1520 é reconhecidamente  ponto turístico obrigatório aos apreciadores de hip hop que visitam a cidade de Nova Iorque é um dos pontos de visita da Hush Tours. Em 2017 tal Avenida Sedgwick foi oficialmente renomeada como Hip Hop Boulevard .
Nesta ocasião a TATS CRU, uma das mais reconhecidas crews de graffiti do mundo fez em agosto de 2013 um mural de comemoração dos 40 Anos da Cultura Hip Hop no Bronx e o antigo 5 Pointz (galeria a céu aberto de Graffiti) também fez uma festa comemorativa . No Brasil, a True School Crew também promoveu tal comemoração no evento Block' Out! Original Hip Hop em 2013 com a presença de Cincy Campbell e do DJ Kool Herc em pessoa. Em 11/08/2017 a empresa Google lançou um "doodle" comemorativo dos 44 anos da Cultura Hip Hop.
Usando dois turntables dos toca-discos dos aparelhos dos DJs, o estilo de Campbell levou ao uso de duas cópias do mesmo registro para prorrogar o break (sessão instrumental rítmica percussiva da música). Este breakbeat, que usava hard funk, rock, e percussões latinas, formou a base da música Hip Hop. As comunicações e exortações de Kool Herc levaram os dançarinos a procurarem um acompanhamento sincopado e com rimas faladas, que hoje é conhecido como rap. É creditado como o inventor dos termos b-boy e b-girl para os dançarinos de Breaking, vulgar e equivocadamente conhecido como breakdance. O estilo de Campbell foi rapidamente utilizado por artistas como Afrika Bambaataa e Grandmaster Flash.

## Biografia

### 1520 Sedgwick Avenue

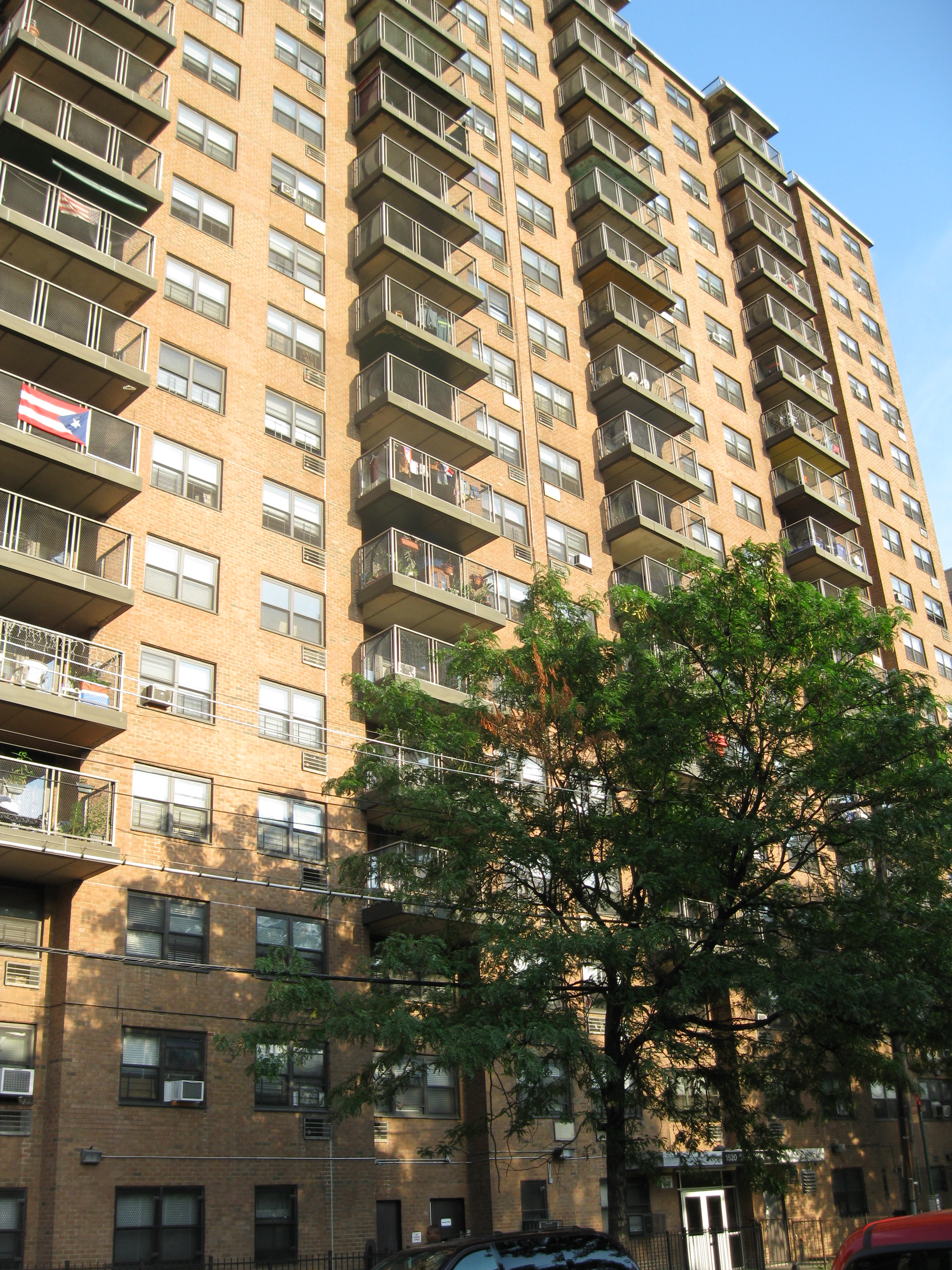
Frente do prédio 1520 Sedgwick Avenue, onde Herc tocou em suas primeiras festas.

O prédio situado na Avenida Sedgwick, nº 1520 é considerado o local de nascimento da Cultura Hip Hop (birthplace of Hip Hop) por ali ter acontecido a lendária festa em 11 de agosto de 1973 que é considerada simbolicamente o marco inicial da Cultura Hip Hop.
Clive foi o primeiro dos seis filhos de Keith e Nettie Campbell, tendo nascido em Kingston, Jamaica, no dia 16 de abril de 1955. Enquantro crescia, ouvia nas festas do bairro o barulho dos populares sistemas de sons, conhecidos como dancehalls. Mudou-se para Bronx, Nova Iorque em novembro de 1967. A criação da Cross Bronx Expressway por Robert Moses (concluída em 1963, mas a construção adicional continuou até 1972) tinha retirado milhares de habitantes do Bronx, principalmente das comunidades deslocadas da área principal, e levou ao uma "fuga branca" de pessoas de pele clara por serem desvalorizadas na região. Muitos proprietários de terra recorreram a incêndios, a fim de recuperar o dinheiro através de apólices de seguros. Uma nova cultura violenta de gangues de rua surgiu em 1968, e se espalhou crescentemente por todo o Bronx em 1973.
Campbell frequentou o Alfred E. Smith Career e o Technical Education High School no Bronx, onde sua altura, estatura e o comportamento na quadra levaram a seus companheiros o apelidarem de "Hércules". Ele começou a fazer graffite com um crew chamado Ex-Vandals, onde usou pela primeira vez o nome de Kool Herc. Herc tentou convencer seu pai a comprar uma cópia de "Sex Machine" (tradução: Máquina de Sexo), canção de James Brown, a qual posteriormente seria alvo de uma das suas primeiras mixagens. Ele e sua irmã, Cindy, começaram a organizar festas de escola no 1520 Sedgwick Avenue, edifício da propriedade de sua família. Seu primeiro sistema de som consistia em dois toca-discos e um amplificador de guitarra. Com a afiliação dos clubes com a presença das gangues de rua, os DJs começavam a tocar discos cada vez mais antigos e com aspirações diferentes, e os comerciais de rádio solicitavam o restauro da comunidade antes do surgimento das gangues.